# Кукульбей
Кукульбе́й — горный хребет в Забайкальском крае России, в правобережье рек Борзя и Талангуй.
Хребет начинается в северо-восточных окрестностях пгт Шерловая Гора и тянется на до долины реки Унда. Общая протяженность хребта составляет около 140 км, ширина — от 30 до 35 км. Преобладающие высоты достигают 1000—1200 м, высшая точка — гора Учащина (1412 м). Кукульбей образует два отрога: один в сторону Цугольского и Ононского хребтов, другой — в левобережье реки Газимур, до Борщовочного хребта.
Хребет сложен преимущественно горными породами докембрийского, палеозойского, местами мезозойского возраста. В рельефе преобладают среднегорья, расчленённые долинами рек и их притоков. В приводораздельной части встречаются фрагменты древней поверхности выравнивания, по склонам — курумы и скалы. Основные типы ландшафта — сменяющиеся снизу вверх пояса горных степей, горных лесостепей и горной тайги.

## Топографические карты
- Лист карты M-50-IV Шелопугино. Масштаб: 1 : 200 000. Указать дату выпуска/состояния местности.
- Лист карты M-50-X Александровский Завод. Масштаб: 1 : 200 000. Указать дату выпуска/состояния местности.
- Лист карты M-50-IX Калангуй. Масштаб: 1 : 200 000. Указать дату выпуска/состояния местности.